# KVK Tienen (vrouwen)
KVK Tienen Dames, voorheen Damesvoetbalclub Eva's Tienen, is een Belgische voetbalclub uit Tienen. De club werd in 1969 opgericht en is sinds 2021 aangesloten bij de KBVB als onderdeel van KVK Tienen met stamnummer 132 en heeft blauw-wit-groen als kleuren. De ploeg werd één keer landskampioen en één keer bekerwinnaar, beide in 2008. Na het seizoen 2016-17 degradeerde Eva's Tienen vrijwillig uit de Super League naar Eerste klasse.

## Geschiedenis
De vrouwenclub startte in 1969 onder de naam Sportiva en speelde eerst vriendschappelijke wedstrijden op een weide van de pastoor van Vissenaken. Later ging de ploeg spelen in Kumtich, op het veld van de mannenploeg. De Belgische Voetbalbond organiseerde nog geen officieel vrouwenvoetbal, en dus ging de ploeg in 1970/71 onder de naam Jepita-Stars spelen in de liefhebbersbond KBLVB, sectie Demervallei.
Vanaf 1971 richtte ook de KBVB officieel vrouwenvoetbal in, maar het duurde tot 1974 tot de ploeg de overstap naar de KBVB maakte en stamnummer 8220 toegekend kreeg. De naam moest gewijzigd worden, en als Eva's Kumtich ging de club in 1974/75 van start in de provinciale reeks. De ploeg werd er meteen kampioen en promoveerde naar de toen enige nationale reeks, Eerste klasse. Kumtich kon er zich vlot handhaven in de middenmoot en soms ook in de subtop. In 1976/77 werd ook een B-elftal opgericht, dat aantrad in de provinciale reeks. Vanaf 1983 werden jeugdcompetities ingericht in het damesvoetbal, en ook Eva's Kumtich startte met een jeugdwerking.
De club kende een eerste topseizoen in 1985/86, met een tweede plaats na Standard Fémina de Liège, de topploeg uit die tijd. Ook in de Beker van België stootte Kumtich voor het eerst door naar de finale, maar ook daar was Standard te sterk.
De volgende jaren kon de club deze prestatie niet herhalen, maar Eva's Kumtich bleef een vaste waarde in de hoogste afdeling. Het duurde tot 2000 eer de club nog eens de finale van Beker van België haalde: ditmaal verloor Kumtich er van Eendracht Aalst, dat in die periode het Belgische vrouwenvoetbal domineerde. In 2002 stond Eva's opnieuw in de bekerfinale, en opnieuw was Aalst er te sterk. Ook in de competitie was Eva's Kumtich na een decennium in de middenmoot ondertussen een subtopper geworden, maar kon er nog geen prijs pakken. In 2005 strandde de club op een gedeelde tweede plaats, op amper één puntje van kampioen KFC Rapide Wezemaal.
In 2005 werd Eva's Kumtich de damestak van KVK Tienen en ging het onder die naam en met stamnummer 132 spelen: stamnummer 8220 werd geschrapt. De ploeg bleef het goed doen in Eerste klasse en in 2008 werd de club uiteindelijk voor het eerst in haar bestaan landskampioen, voor RSC Anderlecht. Dat jaar speelde de ploeg ook haar vierde bekerfinale, en kon voor het eerst zegevieren - alweer tegen Anderlecht. De titel leverde ook deelname op aan de UEFA Women's Cup 2008/09, waar Tienen strandde in de eerste groepsfase.
De club kon haar titel niet verlengen in 2008/09, en eindigde het seizoen als tweede. Tienen besloot om de samenwerking tussen de dames- en herenafdeling stop te zetten, en de damesafdeling keerde terug naar Kumtich als een nieuwe zelfstandige club, met als naam DVC Eva's Tienen en stamnummer 9527.
Na het oprichten van de Women's BeNe League in het seizoen 2012-2013 was de Eerste klasse niet langer het hoogste niveau. Tienen greep volop zijn kans na het vertrek van toppers als Standard en werd drie keer op rij kampioen in de eerste klasse (2013, 2014, 2015), de eerste keer zelfs ongeslagen. Na het opdoeken van de BeNe League en de oprichting van de Super League als niveau boven de Eerste klasse was Eva's Tienen een van de drie clubs die mocht stijgen om de nieuwe divisie tot acht teams op te vullen, daar verbleef de club twee seizoenen.
In 2021 fusioneerde de club terug met KVK Tienen en nam de naam en het stamnummer 132 over; stamnummer 9527 werd geschrapt.

### Erelijst
Eerste klasse (titels vanaf 2012 gelden niet meer als landstitel)
winnaar (4): 2007/08, 2012/13, 2013/14, 2014/15
tweede (3): 1985/86, 2004/05, 2008/09
Beker van België :
winnaar (1): 2008
finalist (3): 1986, 2000, 2002
Dubbel (Beker en Kampioenschap):
Winnaar (1): 2008
 Super League:
winnaar play-off 2 (1): 2015-2016

### Seizoenen A-ploeg
| Seizoen                       | Niveau                        | Niveau                        | Niveau                        | Competitie                    | Ptn.                          | Opmerkingen                                  | Beker van België              |
| Seizoen                       | I                             | II                            | III                           | Competitie                    | Ptn.                          | Opmerkingen                                  | Beker van België              |
| Damesvoetbalclub Eva's Tienen | Damesvoetbalclub Eva's Tienen | Damesvoetbalclub Eva's Tienen | Damesvoetbalclub Eva's Tienen | Damesvoetbalclub Eva's Tienen | Damesvoetbalclub Eva's Tienen | Damesvoetbalclub Eva's Tienen                | Damesvoetbalclub Eva's Tienen |
| ----------------------------- | ----------------------------- | ----------------------------- | ----------------------------- | ----------------------------- | ----------------------------- | -------------------------------------------- | ----------------------------- |
| 2015/16                       | 5                             |                               |                               | Super League                  | 21                            | Zesde na reguliere competitie met 12 punten  | 1/8e finale                   |
| 2016/17                       | 7                             |                               |                               | Super League                  | 3                             | Degradatie                                   | 1/8e finale                   |
| 2017/18                       |                               | 14                            |                               | Eerste nationale              | 6                             | Degradatie                                   | Derde ronde                   |
| 2018/19                       |                               |                               | 2                             | Tweede nationale              | 66                            | Promotie wegens uitbreiding Eerste nationale | Derde ronde                   |
| 2019/20                       |                               | 9                             |                               | Eerste nationale              | 26                            |                                              | 1/8e finale                   |
| 2020/21                       |                               |                               |                               | Eerste nationale              |                               | Seizoen geschrapt wegens Covid-19            | geschrapt                     |
| 2021/22                       |                               | 14                            |                               | Eerste nationale              | 15                            |                                              | 1/8e finale                   |
| 2022/23                       |                               | 14                            |                               | Eerste nationale              | 25                            |                                              | Vierde ronde                  |
| 2023/24                       |                               | 6                             |                               | Eerste nationale              | 48                            |                                              | 1/16e finale                  |
| 2024/25                       |                               | 6                             |                               | Eerste nationale              | 52                            |                                              | 1/8e finale                   |
| 2025/26                       |                               |                               |                               | Eerste nationale              |                               |                                              |                               |